# Frantzia talamancensis
Frantzia talamancensis är en gurkväxtart som beskrevs av R.P. Wunderlin. Frantzia talamancensis ingår i släktet Frantzia och familjen gurkväxter. Inga underarter finns listade i Catalogue of Life.